# Diana Warwick
Pour les articles homonymes, voir Warwick.
Diana Mary Warwick, baronne Warwick of Undercliffe (née le 16 juillet 1945) est membre travailliste de la Chambre des lords.

## Biographie
Warwick fait ses études au Bedford College, Université de Londres, BSc Sociologie, 1967, qui fait maintenant partie de Royal Holloway, Université de Londres.
Elle est ancienne présidente de l'Autorité des tissus humains. Elle est également présidente de l'International Students House, Londres.
Elle est directrice générale d'Universities UK pendant 14 ans,.
Auparavant, elle est secrétaire générale de l'Association des professeurs d'université de 1983 à 1992 et directrice générale de la Fondation de Westminster pour la démocratie de 1992 à 1995 et également présidente du service volontaire à l'étranger (VSO).
Le 10 juillet 1999, elle est créée pair à vie comme baronne Warwick de Undercliffe, de Undercliffe dans le comté du Yorkshire de l'Ouest.